# Partido de Tordillo
Tordillo es uno de los 135 partidos de la provincia argentina de Buenos Aires. Está ubicado en la zona cercana a la Bahía de Samborombón. Su ciudad cabecera es General Conesa. Limita al este con el partido de General Lavalle, al oeste con el partido de Dolores, al norte con el partido de Castelli y al sur con el partido de Maipú.
En 2022 se contabilizaron 2 542 habitantes, lo que lo convierte en el partido menos poblado de la provincia de Buenos Aires.

## Historia
Las llanuras  al sur del río Salado eran dominio de los indígenas hasta que, en 1740, se instalaron los jesuitas con el fin de extender  y efectuar la conversión de los pampas. 
En 1814 llegaron los primeros pobladores estables "blancos", entre ellos los Rosas y los Anchorena. Según cuenta la leyenda el nombre proviene de un caballo salvaje de pelaje tordillo que nunca pudo ser atrapado por los lugareños.
La creación fue por decreto del gobernador Juan Manuel de Rosas el 20 de diciembre de 1839 y el ejido urbano se trazó el 16 de julio de 1881.

## Geografía
En el partido se halla representado el distrito fitogeográfico pampeano oriental de la provincia fitogeográfica pampeana, además de ambientes húmedos y la formación nativa de los montes del árbol llamado tala, conocidos como los ‘‘montes de Tordillo’’, con significativa connotación histórica. 
En dichos ambientes se conservan especies representativas de la flora y fauna pampeana, destacándose la presencia del venado de las pampas, declarado Monumento Natural Provincial, especie en retroceso numérico aún en el 2007. 
En jurisdicción de este partido (además del de Castelli) se encuentra la reserva natural integral Bahía de Samborombón, caracterizada como una marisma de alta productividad, último refugio del venado de las pampas y centro de concentración de aves migratorias.

## Intendentes
| Intendente            | Mandato                                           | Partido |
| Juan Ismael Ferrari   | 10 de diciembre de 1983 - 10 de diciembre de 1995 | UCR     |
| Agustín Enrique Monge | 10 de diciembre de 1995 - 16 de mayo de 2002      | PJ      |
| Héctor Aníbal Olivera | 16 de mayo de 2002 - 18 de octubre de 2021        | PJ      |
| Alfredo Farias        | 18 de octubre de 2021 - 10 de diciembre de 2023   | PJ      |
| Héctor Aníbal Olivera | 10 de diciembre de 2023 - presente                | PJ      |

## Localidades
- General Conesa
- Villa Roch
- Paraje Esquina de Crotto

## Demografía
Según los resultados definitivos del censo de 2022 la población del partido alcanza los 2.542 habitantes.

### Estructura
La población se encuentra repartida en 1 227 mujeres y 1 315 hombres, con un índice de masculinidad de 107,1 hombres por cada 100 mujeres. 
La edad mediana de la población es de 30 años (31 años entre las mujeres y 30 años entre los hombres).
El 9,3% de la población tiene más de 65 años (frente al 10,7% en 2010), y el 2,3% de la población tiene más de 80 años (frente al 2,1% en 2010)

### Salud y educación
El 83,2% de la población tiene al menos un tipo de cobertura de salud. 
Unas  817 personas asisten a algún tipo de establecimiento educativo de cualquier nivel y unas  76 personas tienen un título terciario o superior (3,2% sobre el total de la población). La tasa de alfabetización es del 99,6

### Migraciones
De las personas residentes en el partido, unas  408 (16,0% del total de población) nacieron en otra provincia, y unas  25 (1,0% del total de población) lo hicieron fuera del país, proviniendo de los siguientes países:
- Paraguay: 17 personas
- Chile: 3 personas
- Bolivia: 2 personas
- Italia: 1 persona
- España: 1 persona

### Hogares
En el partido hay un total de 1 092 viviendas  y  927 hogares. 
En cuanto al régimen de tenencia y regularidad de la propiedad de las viviendas, el 56,2% es propia, el 13,3% es alquilada, el 15,1% es cedida o prestada, y el resto se encuentra en otra situación.
Sobre el total de hogares,  584 (63,0% del total) tiene acceso a red pública de agua corriente,  284 (30,6% del total) tiene desagüe y descarga a red pública cloacal,  381 (41,1% del total) tiene acceso a red pública de gas, y  619 (66,8 del total) tiene acceso a red de internet en la vivienda. 

## Fiesta Nacional del Alumno Rural
El municipio cuenta con la Fiesta Provincial del Alumno Rural que se celebra en Las Víboras, a beneficio de la Cooperadora de la Escuela N.º 7 Pedro Bonifacio Palacios, muestra del esfuerzo y las capacidades del hombre de campo, responsable de transmitir la cultura y la tradición del lugar.